# Q'orianka Kilcher
Q'orianka Waira Qoiana Kilcher, född 11 februari 1990, är en amerikansk skådespelerska. Hon fick sitt genombrott i rollen som Pocahontas i Den nya världen (2005) mot Colin Farrell. Hennes mor kommer från Schweiz och far från Peru. Fadern är ättling till quechua/huachipaeri-folket. Hon är kusin till sångerskan Jewel.